# Freguesia do Ó (bairro)
A Freguesia do Ó é um bairro antigo da cidade de São Paulo, pertencente ao distrito da Freguesia do Ó.

## História

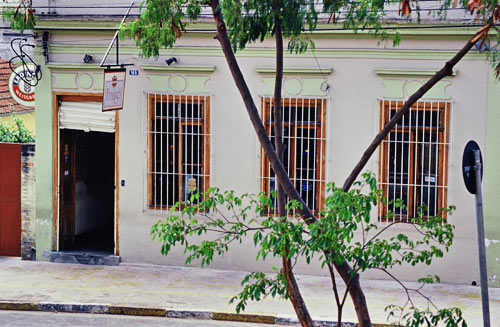
Um dos casarões do Largo da Matriz de Nossa Senhora do Ó. A fachada é tombado pelo Patrimônio Histórico e abriga um famoso bar da cidade de São Paulo.

Em 1610, Manuel Preto solicitou à sede da paróquia da Vila de São Paulo autorização para erguer uma capela em honra de Nossa Senhora do Ó, que deu nome ao lugar. Manoel e sua esposa, Águeda Rodrigues, após obterem despacho favorável, em 29 de Setembro de 1615, ao requerimento de provisão que fizeram, pelo motivo de não poderem cumprir suas obrigações religiosas na vila, juntamente com sua gente, iniciaram a construção da capela dedicada à virgem sob a denominação de Nossa Senhora da Esperança ou da Expectação.
Um século e meio depois, em 1796, foi inaugurada a nova igreja dedicada à Virgem do Ó, construída onde hoje se situa o "Largo da Matriz Velha", e se tornou Paróquia pelo alvará de constituição de 15 de Setembro de 1796, concedido pela Rainha de Portugal.

### Turismo
O Núcleo Original da Freguesia do Ó  é um conjunto de endereços na cidade brasileira de São Paulo. Eles fazem parte do entorno dos largos do bairro: Largo da Matriz Nossa Senhora do Ó e Largo da Matriz Velha. Tais lugares são patrimônios históricos, culturais e ambientais da cidade de São Paulo devido ao valor histórico da paisagem urbana paulistana desde o século XIX e o "valor arquitetônico e ambiental de diversas edificações localizadas em torno dos dois largos". Além disso, foi o primeiro núcleo de povoamento à margem direita do rio Tietê, no século XVI, frente ao contexto bandeirantista.
Estes pontos turísticos da Freguesia do Ó foram reconhecidos pelo Conselho Municipal de Preservação do Patrimônio Histórico, Cultural e Ambiental da Cidade de São Paulo - CONPRESP, em dezembro de 1992, que definiu os endereços como bens culturais: Largo da Matriz Velha; Largo da Matriz de Nossa Senhora do Ó; Avenida Itaberaba, entre o Largo da Matriz Velha e a Rua Chico de Paulo; Rua Piqueri; Rua João Alves, entre o Largo da Matriz Velha e a Ladeira Velha; Ladeira Velha; Rua da Bica, entre a Rua Anastácio de Souza Pinto e a Avenida Itaberaba; Rua Coronel Tristão, entre a Rua da Bica e o Largo da Matriz de Nossa Senhora do Ó; Rua José de Siqueira, entre a Rua da Bica e o Largo da Matriz de Nossa Senhora do Ó; Rua Anástacio de Souza Pinto, entre a Rua da Bica e a Rua Jesuíno de Brito; Rua Antônio de Sousa Ferreira; Rua Jesuíno de Brito, entre a Rua Antonieta Leitão e o Largo da Matriz Velha; Avenida Paula Ferreira, entre a Rua Jesuíno de Brito e o Largo da Matriz de Nossa Senhora do Ó, além da Igreja de Nossa Senhora do Ó.
É classificado pelo CRECI como "Zona de Valor D", assim como outros bairros da capital: Casa Verde, Carandiru e Brás.

### Galeria

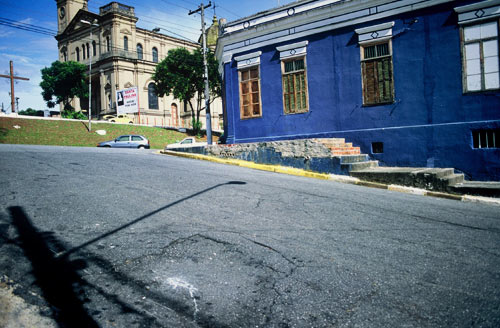
Vista lateral do Largo da Matriz de Nossa Senhora do Ó e da Igreja
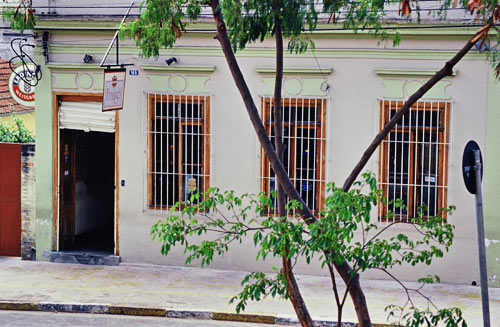
Um dos casarões do Largo da Matriz de Nossa Senhora do Ó. A fachada é tombado pelo Patrimônio Histórico e abriga um famoso bar da cidade de São Paulo
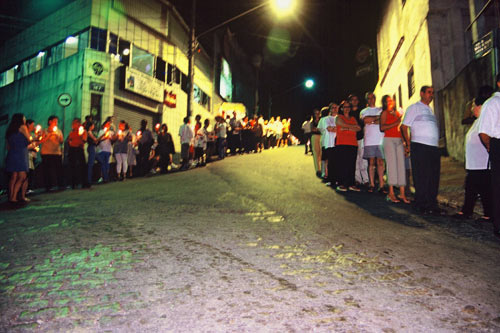
Ladeira característica do local, palco da procissão na Sexta-Feira da Paixão.
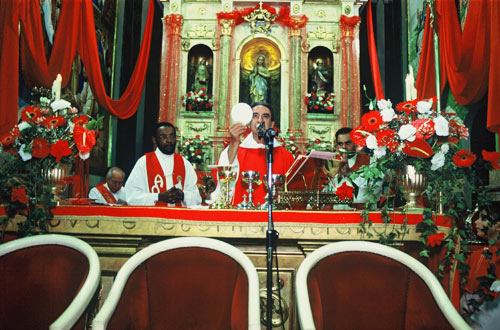
O altar e o Padre Dalton Caram durante a Festa do Divino Espírito Santo, enfeitado com veludo vermelho, por ser a cor que representa o Espírito Santo